# キレる私をやめたい〜夫をグーで殴る妻をやめるまで〜
『キレる私をやめたい〜夫をグーで殴る妻をやめるまで〜』（キレるわたしをやめたい〜おっとをグーでなぐるつまをやめるまで〜）は、田房永子による日本の漫画作品。
ウェブコミック配信サイト『竹書房コミックエッセイcafe』『竹書房コミックエッセイweb』にて連載中。

## あらすじ
著者が今まで誰にも言えなかった深刻な悩みである「キレる」性格に悩み、その原因を探り穏やかな生活を取り戻すまでの道のりが描かれた作品

## 登場人物
著者（田房永子）
誰にも言えなかった深刻な悩みである「キレる」性格に悩んでいる
夫
著者の怒りの矛先となるが、共に問題解決に取り組んでいる

## 書誌情報
- 田房永子 『キレる私をやめたい〜夫をグーで殴る妻をやめるまで〜』 竹書房〈バンブーコミックス〉、既刊1巻
  1. 2016/06/30発売[4]、ISBN 9784801907652